# James Franco
James Edward Franco (Palo Alto, 19 april 1978) is een Amerikaans acteur, regisseur, producer en schilder. Hij begon aan zijn acteercarrière eind jaren 90 in de korte televisieseries Freaks and Geeks en verscheen in verschillende tienerfilms. Franco bereikte internationaal succes dankzij zijn rol in Sam Raimi's Spider-Man trilogie waarin hij de rol van Harry Osborn speelde, Pineapple Express waarin hij drugdealer Saul Silver representeerde en 127 Hours als Aron Ralston.
Enkele andere films waar hij bekend van is, zijn Milk, Tristan & Isolde, Flyboys, Date Night, Your Highness, Eat Pray Love en de remake van Planet of the Apes uit 2011: Rise of the Planet of the Apes.
Hij werd genomineerd voor vier Golden Globe Awards, waarvan hij er twee won, en ontving een nominatie voor een Oscar voor 127 Hours.
Franco werd eind 2001 uitgeroepen tot 'shooting star' (veelbelovende acteur) en speelt sindsdien in grote filmproducties. In zijn vrije tijd is hij scenarioschrijver en filmt hij zelf graag.

## Biografie

### Jeugd en familie
Franco's moeder, Betsy Lou Verne, is dichter, auteur en redacteur. Zijn vader, Douglas Eugene Franco, runde een non-profit agentschap en een verschepingscontainerbedrijf. Ze ontmoetten elkaar als studenten aan de Stanford-universiteit. Franco's vader is van Portugese en Zweedse afkomst en zijn moeder is Joods, een afstammeling van immigranten van Rusland (haar familienaam werd veranderd van Verovitz in Verne). Zijn grootmoeder aan vaders kant, Marjorie Peterson Franco, schreef boeken voor jongvolwassenen; zijn grootmoeder aan moeders kant, Mitzi Levine Verne, bezit de Verne Art Gallery, een prominente kunstgalerie in Cleveland, en was een actief lid van de National Council of Jewish Women.
Franco groeide op in Californië met zijn twee jongere broers, Tom en Dave. Deze laatstgenoemde is eveneens een acteur. Getalenteerd in wiskunde liep Franco stage bij Lockheed Martin. Hij deed eindexamen aan Palo Alto High School in 1996, waar hij in toneelstukken speelde. Hij schreef zich in aan de Universiteit van Californië - Los Angeles voor Engelse literatuur, maar schreef zich na zijn eerste jaar uit, tegen de wensen van zijn ouders in, om een carrière als acteur te beginnen. Hij volgde lessen bij Robert Carnegie aan het Playhouse West.

### Carrière

#### Vroege werk
Na vijftien maanden studie begon hij audities te doen in Los Angeles. In 1999 werd hij gecast voor een hoofdrol in de televisieserie Freaks and Geeks. Franco beschreef de serie later als "een van de leukste" werkervaringen die hij heeft gehad. In een ander interview zei Franco: "Toen we Freaks and Geeks opnamen, begreep ik niet helemaal hoe film en televisie werkten en ik improviseerde zelfs wanneer de camera niet op me gericht was… dus ik improviseerde een beetje in die periode, maar niet op een productieve manier."
Zijn eerste grote film was de romantische komedie Whatever It Takes (2000), waarin hij samenspeelde met zijn toenmalige vriendin Marla Sokoloff. Hij kreeg een hoofdrol in Mark Rydells biografie van James Dean in 2001. Ken Tucker van Entertainment Weekly schreef: "Franco had zich er makkelijk vanaf kunnen maken en een redelijke James Dean neergezet hebben, maar in plaats daarvan kroop hij in de huid van deze onzekere, afkomstloze jongeman." Hij kreeg een Golden Globe en nominaties voor een Emmy Award en een Screen Actors Guild Award.

#### 2002–heden
In de superheldenfilm Spider Man speelde Franco Harry Osborn, de zoon van de Green Goblin (Willem Dafoe) en de beste vriend van het personage van hoofdrolspeler (Tobey Maguire). Oorspronkelijk was Franco gecast als Peter Parker/Spider-Man, maar de rol ging naar Maguire. Todd McCarthy van Variety schreef dat er "goede momenten" zijn tussen Maguire en Franco in de film. Spider-Man was een succes bij zowel pers als publiek. De film bracht 114 miljoen dollar op gedurende het debuutweekend in Noord-Amerika en 822 miljoen dollar wereldwijd. In hetzelfde jaar werd James Franco gecast voor het drama City by the Sea (2002) naast Robert De Niro. Het volgende jaar acteerde hij naast Neve Campbell in Robert Altmans The Company (2003).
Het succes van de eerste Spider-Man-film leidde tot Franco's rol in het vervolg: Spider-Man 2. De film werd wederom een financieel succes en bereikte een nieuw debuutweekend-boxofficerecord voor Noord-Amerika. Met 783 miljoen dollar had de film de op een na grootste opbrengst van 2004. Het volgende jaar verscheen Franco in de oorlogsfilm The Great Raid (2005), waarin hij Robert Prince portretteerde, een kapitein in de Sixth Ranger Batallion-elite van het leger van de Verenigde Staten.
In 2006 speelde Franco samen met Tyrese Gibson in de film Annapolis en speelde hij Tristan in Tristan & Isolde. Daarna volgde hij een opleiding bij het precisievliegteam van de marine, The Blue Angels, voor een privépilootlicentie, als voorbereiding voor zijn rol in Flyboys (september 2006). In diezelfde periode verscheen Franco kort in The Wicker Man, een remake van de eerdere gelijknamige film. Hij verscheen in de film naast Nicolas Cage, die hem een rol in Sonny bezorgde. Eveneens in 2006 had hij een korte verschijning in de romantische komedie The Holiday.
In 2007 speelde hij opnieuw Harry Osborn in Spider-Man 3. In tegenstelling tot de eerste twee films kreeg Spider-Man 3 wisselende beoordelingen van de critici. Desalniettemin werd de film met een opbrengst van 891 miljoen dollar financieel de meest succesvolle film in de serie en leverde de film Franco's hoogste inkomen tot eind 2008. In datzelfde jaar deed Franco een kort optreden in de film Knocked Up, waarin Freaks and Geeks-acteurs Seth Rogen, Jason Segel en Martin Starr speelden.
Hij verscheen in de film Pineapple Express (2008), een komedie waarin ook Seth Rogen meespeelt. Hij heeft de film eveneens geschreven, de film is geproduceerd door Judd Apatow. Beiden werkten met Franco aan Freaks and Geeks. In The New York Times-review van de film schreef criticus Manohla Dargis: "Hij is een aangename Saul, losjes en gek, maar onweerlegbaar sexy, ondanks dat vettige gordijn van haar. Het is een genereuze performance en het vermenselijkt geweldig een film die wanneer het schakelt naar een ander genre en het lawaai toeneemt sober en serieus wordt." Franco's optreden in de film bezorgde hem een Golden Globe-nominatie in de categorie voor beste acteur in een musical of komedie en eveneens een MTV Movie Award-nominatie voor beste komedieperformance. Hoewel hij niet langer cannabis gebruikte, kreeg Franco van het maandblad High Times de onderscheiding Stoner of the Year voor zijn performance in Pineapple Express. In 2008 verscheen hij ook in twee films van de Amerikaanse artiest John Carter die werden tentoongesteld in de Yvon Lambert-galerij in Parijs. Op 20 september 2008 en 19 december 2009 presenteerde James de comedyshow Saturday Night Live.
Franco verscheen tegenover Sean Penn, Josh Brolin en Emile Hirsch in de film Milk van Gus Van Sant (2008). In de film speelde hij Scott Smith, het vriendje van Harvey Milk (Penn). Kenneth Turan van de Los Angeles Times schreef in review van de film: "Franco is een goede match voor hem (Penn) als de minnaar die uiteindelijk genoeg heeft van het politieke leven." Voor zijn optreden in de film won Franco de Independent Spirit Award van 2008 in de categorie van Beste Acteur in een Bijrol.
Eind 2009 sloot Franco zich voor een vaste rol aan bij de cast van de dagelijkse soap General Hospital. Hij speelt Franco, een multimedia artiest net als hijzelf, die naar Port Charles komt en nog een appeltje te schillen heeft met Jason Morgan (Steve Burton). Franco noemde zijn rol in General Hospital performance-kunst; in de zomer van 2010 hield de fictieve Franco een tentoonstelling in het museum gebaseerd op zijn ervaringen in de soap.
Franco verscheen in de sitcom 30 Rock waarin hij zichzelf speelde; hij had een neprelatie Jenna Maronay (Jane Krakowski), bedacht door hun respectievelijke agenten. In mei 2010 was hij gecast in Rupert Wyatts Rise of the Planet of the Apes. Franco produceerde en regisseerde een documentaire met titel Saturday Night, over een week in de productie van een aflevering van Saturday Night Live. De film begon als een kortfilm voor een college aan de New York-universiteit, maar nam in omvang toe als gevolg van zijn twee afleveringen als gastheer, terwijl de korte verhalen die hij voor andere colleges schreef, verschenen in Esquire en McSweeney's.
In 2010 speelde hij de dichter Allen Ginsberg in het drama Howl en Aron Ralston in 127 Hours.
Op 29 november 2010 werd aangekondigd dat Franco en Anne Hathaway de 83ste Oscaruitreiking zouden presenteren. Op 25 januari 2011 werd Franco officieel genomineerd door de Academy voor beste acteur voor zijn performance als Aron Ralston in 127 Hours.
In 2013 kreeg Franco een ster op de Hollywood Walk of Fame.
In 2018 won Franco zijn tweede Golden Globe voor "Beste acteur – musical of komedie" in The Disaster Artist.
in 2019 werd Franco door twee oud-studentes aangeklaagd wegens seksueel misbruik. Dat schrijft het Amerikaanse tijdschrift Rolling Stone. Volgens de vrouwen misbruikte Franco zijn macht als docent.

#### Auteursleven
In 2010 publiceerde Franco een verzameling van korte verhalen, Palo Alto genoemd. Het boek is vernoemd naar de stad Californië waar hij opgroeide en is toegewijd aan veel schrijvers met wie hij werkte op de hogeschool Brooklyn College. Het boek heeft verschillende reviews gekregen; Los Angeles Times noemde het "het werk van een ambitieuze jongeman die duidelijk van lezen houdt, die een goed oog heeft voor detail, maar die veel te veel tijd heeft gespendeerd op stijl en vrijwel geen op de inhoud". The Guardian zei dat "de inval van de Hollywoodsterren in de literaire wereld kan worden voldaan met cynisme in sommige kringen, maar dit is een veelbelovend debuut van een zeer onwaarschijnlijke bron".

### Privéleven
Men beschreef dat Franco een "ongewoon hoog metabolisme voor productiviteit... een bovenmenselijke mogelijkheid om zich te concentreren" heeft. Onvoldaan met de richting van zijn carrière, keerde Franco in de herfst van 2006 naar de UCLA voor Engelse literatuur met een uitdieping in het creatieve schrijven. Hij ontving zijn bachelordiploma in juni 2008 omdat hij de toestemming gekregen had om maar liefst 62 lessen per trimester te krijgen in plaats van de gewoonlijke limiet van 19, en dit terwijl hij bleef acteren. Voor zijn masters bereidde Franco zijn erethesis voor als novelle onder toezicht van Mona Simpson. Hij verhuisde naar New York om tegelijkertijd de opleiding MFA writing program te volgen aan de Columbia-universiteit, NYU's Tisch School of the Arts voor produceren van films, en het Brooklyn College voor fictief schrijven, terwijl hij meermaals naar het Warren Wilson College in Noord Carolina voor poëzie ging. Hij ontving zijn MFA van Columbia in 2010. Franco is een doctoraatstudent in Engels in de Yale-universiteit en zal eveneens naar de Rhode Island School of Design gaan.
Franco geniet van lezen op de set van zijn films. Pineapple Express-producer Judd Apatow zei het volgende over hem: "Hij is een zeer geleerd persoon. We lachten vroeger omdat hij de Ilias zat te lezen op de set tussen de scènes door. Wij hebben het boek nog steeds niet gelezen, het is erg moeilijk. Met hem was het altijd James Joyce of iets in die aard."
Van 1999 tot 2005 had Franco een relatie met Marla Sokoloff en van 2006 tot 2011 een relatie met actrice Ahna O'Reilly. Sinds 2017 heeft hij een relatie met Isabel Pakzad.
In 2008 werd Franco verkozen tot het nieuwe gezicht van de mannenparfumreeks van Gucci. Gezien als sekssymbool werd hij in 2009 door Salon.com benoemd tot meest sexy man in leven.
Als antwoord op vragen over zijn seksualiteit nu dat hij drie homorollen speelde in zijn acteercarrière, meende hij dat hij veel meer dimensies vindt bij de figuren dan hun neigingen in bed. "Of weet je wat, misschien ben ik gewoon homoseksueel", grapte hij.

## Filmografie
| Jaar | Titel                                              | Rol                       | Toelichtingen |
| ---- | -------------------------------------------------- | ------------------------- | --- |
| 1998 | 1973                                               | Greg                      | Televisiefilm |
| 1999 | To Serve and Protect                               | Matt Carr                 | Televisiefilm |
| 1999 | Never Been Kissed                                  | Jason Way                 | |
| 2000 | If Tomorrow Comes                                  | Devin                     | |
| 2000 | Whatever It Takes                                  | Chris Campbell            | |
| 2000 | At Any Cost                                        | Mike                      | Televisiefilm |
| 2001 | Some Body                                          | Man in appartement #3     | Ongenoemde rol |
|      | James Dean                                         | James Dean / Verteller    | Televisiefilm Critics' Choice Award voor beste acteur in televisiefilm Golden Globe Award voor beste acteur in miniseries of televisiefilm Genomineerd – Primetime Emmy Award voor uitstekende hoofdrol in miniseries of televisiefilm Genomineerd – Screen Actors Guild Award voor een uitstekende prestatie door een mannelijke acteur in een miniserie of televisiefilm |
| 2002 | Mean People Suck                                   | Casey                     | Korte film |
| 2002 | Spider-Man                                         | Harry Osborn              | |
| 2002 | Deuces Wild                                        | Tino                      | |
| 2002 | Mother Ghost                                       | Skateboarder              | |
| 2002 | Blind Spot                                         | Danny                     | |
| 2002 | Sonny                                              | Sonny Phillips            | Limited release |
| 2002 | City by the Sea                                    | Joey                      | Genomineerd – Chlotrudis Award voor beste acteur in bijrol |
| 2003 | The Company                                        | Josh                      | |
| 2004 | Spider-Man 2                                       | Harry Osborn              | |
| 2005 | Fool's Gold                                        | Brent                     | Ook auteur/directeur |
| 2005 | The Ape                                            | Harry Walker              | |
| 2005 | The Great Raid                                     | Kapitein Prince           | |
| 2006 | Tristan & Isolde                                   | Tristan                   | |
| 2006 | Annapolis                                          | Jake Huard                | |
| 2006 | Flyboys                                            | Blaine Rawlings           | |
| 2006 | The Wicker Man                                     | Man in bar #1             | |
| 2006 | Grasshopper                                        | Travis                    | Korte film |
| 2006 | The Dead Girl                                      | Derek                     | |
| 2006 | The Holiday                                        | Zichzelf                  | Uncredited |
| 2007 | An American Crime                                  | Andy                      | |
| 2007 | Interview                                          | Vriend aan de telefoon    | Stemrol |
| 2007 | Finishing the Game: The Search for a New Bruce Lee | Dean Silo/"Rob Force"     | |
| 2007 | Camille                                            | Silias                    | |
| 2007 | Spider-Man 3                                       | New Goblin / Harry Osborn | Genomineerd – Saturn Award voor beste acteur in een bijrol Genomineerd – MTV Movie Award voor beste gevecht |
| 2007 | Good Time Max                                      | Max Verbinski             | Ook auteur/directeur |
| 2007 | In the Valley of Elah                              | Sgt. Dan Carnelli         | |
| 2008 | Pineapple Express                                  | Saul Silver               | Genomineerd – Detroit Film Critics Society Award voor beste acteur in bijrol Genomineerd – Golden Globe Award voor beste acteur in musical of komedie Genomineerd – MTV Movie Award voor beste komische prestatie Genomineerd – MTV Movie Award voor het beste gevecht |
| 2008 | Nights in Rodanthe                                 | Mark Flanner              | Uncredited |
| 2008 | Milk                                               | Scott Smith               | Critics' Choice Award voor best cast Independent Spirit Award voor beste mannelijke acteur in bijrol Genomineerd – Critics' Choice Award voor beste acteur in bijrol Genomineerd – MTV Movie Award voor beste zoen Genomineerd – Satellite Award voor beste acteur in bijrol – Motion Picture Genomineerd – Screen Actors Guild Award voor een uitstekende prestatie door een cast in een film |
| 2010 | Howl                                               | Allen Ginsberg            | |
| 2010 | 127 Hours                                          | Aron Ralston              | Dallas-Fort Worth Film Critics Association Award voor beste acteur Indiana Film Journalists Association Award voor beste acteur Las Vegas Film Critics Society Award voor beste acteur New York Film Critics Online Award voor beste acteur Santa Barbara International Film Festival Award voor uitstekende prestatie Utah Film Critics Association Award voor beste acteur Genomineerd – Oscar voor beste acteur Genomineerd – BAFTA Award voor Beste Acteur in hoofdrol Genomineerd – Chicago Film Critics Association Award voor beste acteur Genomineerd – Critics' Choice Award voor beste acteur Genomineerd – Detroit Film Critics Society Award voor Beste Acteur Genomineerd – Golden Globe Award voor Beste Acteur in Drama Genomineerd – Houston Film Critics Society Award voor Beste Acteur Genomineerd – Independent Spirit Award voor Beste Mannelijke Hoofdrol Genomineerd – Online Film Critics Society Award voor Beste Acteur Genomineerd – Phoenix Film Critics Society Award voor Beste Acteur Genomineerd – San Diego Film Critics Society Award voor Beste Acteur Genomineerd – Satellite Award voor Beste Acteur in Drama Genomineerd – Screen Actors Guild Award voor een uitstekende prestatie door een mannelijke acteur in een hoofdrol Genomineerd – St. Louis Gateway Film Critics Association Award voor Beste Acteur Genomineerd – Toronto Film Critics Association Award voor Beste Acteur Genomineerd – Washington D.C. Area Film Critics Association Award voor Beste Acteur |
| 2010 | Date Night                                         | Thomas Felton             | |
| 2010 | Eat Pray Love                                      | David                     | |
| 2011 | The Green Hornet                                   | Danny Clear               | Cameo |
| 2011 | Your Highness                                      | Fabious                   | |
| 2011 | Rise of the Planet of the Apes                     | Will Rodman               | |
| 2011 | In Praise of Shadows                               | William Vincent           | |
| 2013 | Oz the Great and Powerful                          | Oscar "Oz" Diggs          | |
| 2013 | Spring Breakers                                    | Alien                     | |
| 2013 | Lovelace                                           | Hugh Hefner               | |
| 2013 | This Is the End                                    | zichzelf                  | |
| 2013 | Homefront                                          | Morgan "Gator" Bodine     | |
| 2014 | Dawn of the Planet of the Apes                     | Will Rodman               | Cameo |
| 2014 | The Interview                                      | David Skylark             | |
| 2015 | True Story                                         | Christian Longo           | |
| 2015 | I Am Michael                                       | Michael Glatze            | |
| 2015 | Queen of the Desert                                | Henry Cadogan             | |
| 2015 | Every Thing Will Be Fine                           | Tomas Eldan               | |
| 2015 | Wild Horses                                        | Ben Briggs                | |
| 2015 | The Adderall Diaries                               | Stephen Elliott           | |
| 2015 | The Little Prince                                  | The Fox                   | Stem |
| 2016 | Sausage Party                                      | Druggie                   | Stem |
| 2016 | Why him?                                           | Laird Mayhew              | |
| 2016 | King Cobra                                         | Joey                      | |
| 2017 | The Disaster Artist                                | Tommy Wiseau              | Golden Globe voor "Beste acteur – musical of komedie" |
| 2018 | The Ballad of Buster Scruggs                       |                           | |

| Jaar      | Titel             | Rol                  | Toelichtingen                               |
| --------- | ----------------- | -------------------- | ------------------------------------------- |
| 1999–2000 | Freaks & Geeks    | Daniel Desario       | televisieserie, 18 afleveringen (1999–2000) |
| 2009      | General Hospital  | Franco               | televisieserie, 54 afleveringen (2009–2012) |
| 2012      | Hollywood Heights | Osbourne "Oz" Silver | televisieserie, 6 afleveringen (2012)       |
| 2016      | 11.22.63          | Jake Epping          | televisieserie, 8 afleveringen (2016)       |

- Bibsys: 3009443
- Biblioteca Nacional de España: XX1568455
- Bibliothèque nationale de France: cb14178665h (data)
- Gemeinsame Normdatei: 13217331X
- International Standard Name Identifier: 0000 0001 1681 5085
- Library of Congress Control Number: nr2002000984
- Nationale Bibliotheek van Tsjechië: xx0057829
- Nationale bibliotheek van Australië: 40662760
- Nationale Bibliotheek van Israël: 987007434768005171
- Nationale Bibliotheek van Polen: a0000001255806
- Nationale en Universitaire bibliotheek Zagreb: 000564710
- Nederlandse Thesaurus van Auteursnamen: 242092306
- SNAC: w6134kg0
- Système universitaire de documentation: 127498850
- Trove: 1448824
- Virtual International Authority File: 85674291
- WorldCat: E39PBJqBwrY73pr4xh7Q4PgtKd